# Arthur Schattenfroh

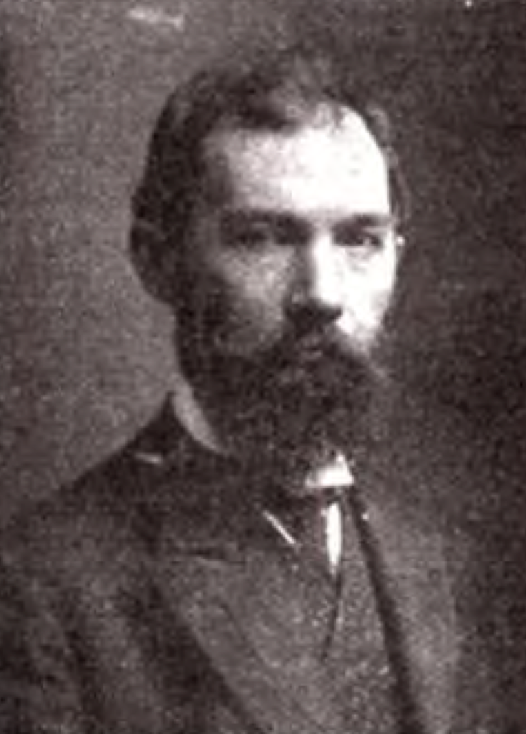
Arthur Schattenfroh

Arthur Schattenfroh (* 27. Oktober 1869 in Salzburg; † 12. Oktober 1923 in Wien) war ein österreichischer Bakteriologe, Hygieniker und Ordinarius.

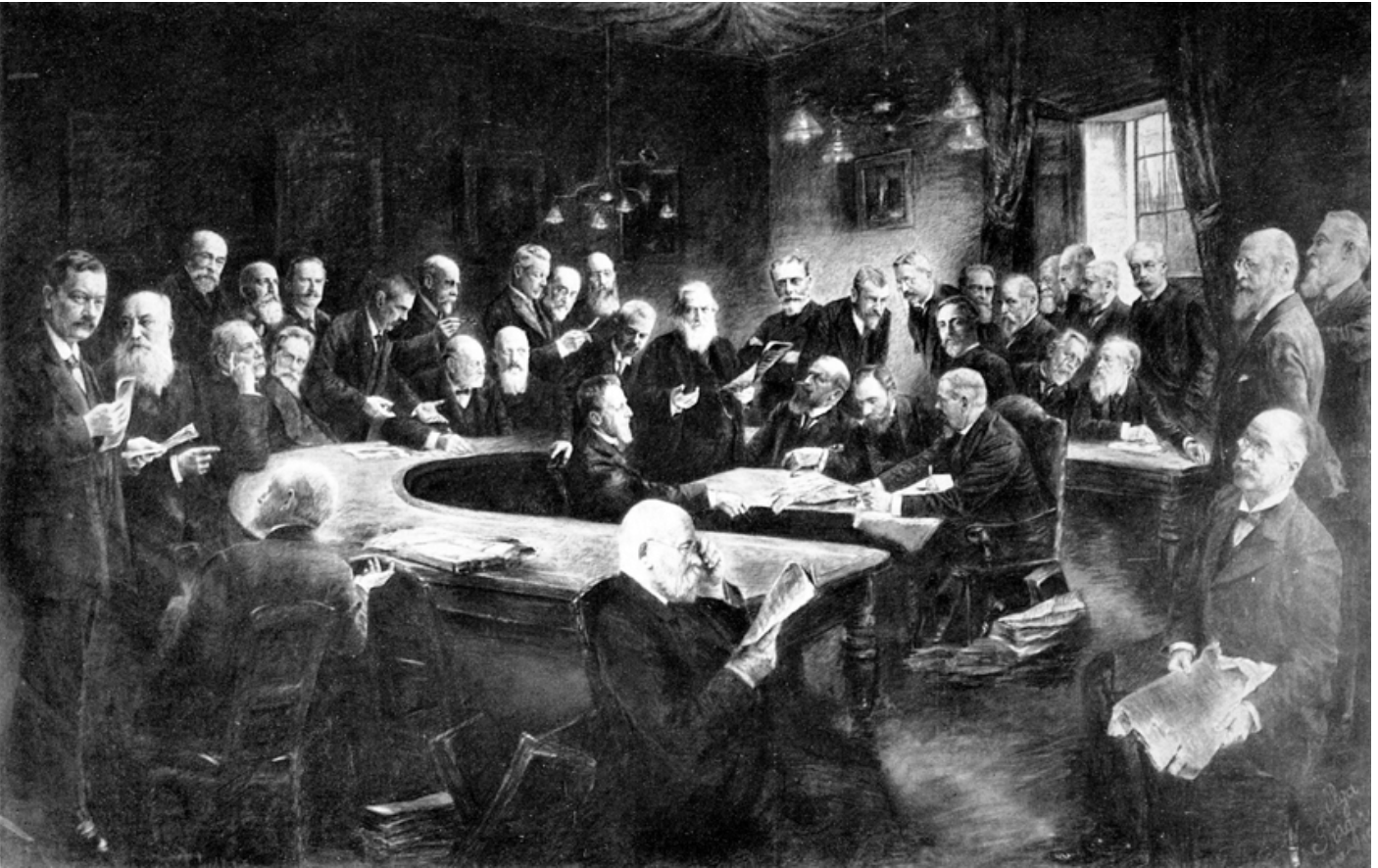
Das Professorenkollegium der medizinischen Universität Wien, Kreidezeichnung von Olga Prager, Wien 1908–1910. Im Dekanatszimmer der medizinischen Fakultät der Universität Wien. Edmund von Neusser, Siegmund Exner-Ewarten, Isidor Schnabel, Ferdinand Hochstetter, Alfons Edler von Rosthorn, Anton Weichselbaum, Leopold Schrötter von Kristelli, Heinrich Obersteiner, Julius Wagner-Jauregg, Viktor von Ebner-Rofenstein, Carl Toldt, Gustav Riehl, Ottokar von Chiari, Anton von Frisch, Ernst Fuchs, Anton Freiherr von Eiselberg, Hans Horst Meyer, Ernst Ludwig, Rudolf Chrobak, Theodor Escherich, Alexander Kolisko, Julius von Hochenegg, Arthur Schattenfroh, Carl von Noorden, Emil Zuckerkandl, Richard Paltauf, Gustav Gaertner, Leopold Oser, Josef Moeller, Alois Monti, Julius Mauthner, Viktor Urbantschitsch, August Leopold von Reuss, Adolf von Strümpell, Ernest Finger, Adolf Lorenz, Friedrich Schauta

## Leben
Schattenfroh studierte an den Universitäten Graz, Straßburg, Wien und nochmals in Graz und promovierte 1893 zum Dr. med. univ. Während des Ersten Weltkriegs erwarb er sich große humanitäre Verdienste als beratender Hygieniker des Kriegsministeriums bei der Regelung der entsprechenden Verhältnisse in den Gefangenenlagern. Er verstarb im Wiener Sanatorium Löw.

## Wissenschaftliche Laufbahn
1896 wurde Schattenfroh an der Universität Wien Assistent beim Hygieniker Max von Gruber, bei dem er sich 1898 für Hygiene habilitierte. 1902 wurde er Außerordentlicher Professor. Als Gruber als Nachfolger Max von Pettenkofers an die Ludwig-Maximilians-Universität München wechselte, vertrat Schattenfroh zunächst die Lehrkanzel für Hygiene der Universität Wien, bis er 1905 zum Ordinarius ernannt wurde. Das funktionelle Konzept einer Wiener Hygiene und im Besonderen die Konzeption der beiden Hygiene-Institutionen, Lehrstuhl und Untersuchungsstelle, wurde von Gruber angebahnt und von Schattenfroh fortgesetzt, unter der Mitarbeit von Roland Graßberger (1867–1956), Heinrich Reichel (1876–1943), Ernst von Krombholz und Max Eugling.
In den Amtsperioden 1908/1909 und 1917/1918 war er Dekan der Universität. Am 10. August 1918 ließ Schattenfroh an der Fakultät eine 5-Punkte-Verlautbarung an das Schwarze Brett hängen, die einem Numerus clausus, oder wie ihn ein ungenannt gebliebener Mediziner (Dr. M.) treffend als Numerus antisemiticus bezeichnete, im Studienjahr 1918/1919 für die Studierenden der Kronländer (Galizien, Bukowina), die eigene Universitäten unterhielten, anbringen. Er folgte damit einem Erlass der Universitätsbehörde in Wien, dass wegen „Platzmangels“ galizische Studenten vom Medizinstudium ausgeschlossen werden sollten, was besonders die jüdischen Flüchtlinge traf. Schattenfroh leitete das Institut bis zu seinem Tod.
Er war Leiter der Staatlichen Untersuchungsanstalt für Lebensmittel in Wien. Sein besonderes Arbeitsgebiet betraf die Bakteriologie (Toxinstudien), beispielsweise die Erreger des Gasbrands, des malignen Ödems und des Rauschbrands. Er befasste sich besonders mit der Immunitätslehre. Er war medizinischer Gutachter beim Bau der II. Wiener Hochquellenwasserleitung. Darüber hinaus erwarb er sich große Verdienste um den Neubau des Hygienischen Instituts (1905–1908).

## Mitgliedschaften
- Mitglied des Obersten Sanitätsrats
- Mitglied des Patentamts
- Mitglied der Unfallverhütungskommission (ab 1906)
- Mitglied des Beirats für Angelegenheiten des Verkehrs mit Lebensmitteln (ab 1910)

## Veröffentlichungen
- Über die bacterienfeindlichen Eigenschaften der Leukocyten
- Über das Rauschbrandgift und ein antitoxisches Serum: mit einem Anhang: Die Rauschbrand-Schutzimpfung: eine experimentelle Studie
- Über die Beziehungen von Toxin und Antitoxin

## Ehrungen
- 1972 wurde die Schattenfrohgasse in Süßenbrunn, im  22. Wiener Gemeindebezirk Donaustadt, nach ihm benannt.[5]